# Paardrijhelm

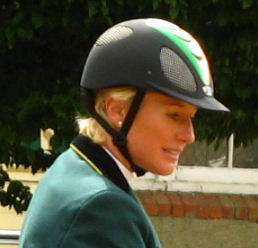

Een paardrijhelm of (ruiter)cap is een hoofddeksel dat bij het bij het paardrijden gedragen wordt ter bescherming van het hoofd. De cap beschermt niet alleen tijdens het vallen van het paard, maar ook wanneer een paard tijdens of na een val met bijvoorbeeld zijn benen het hoofd van de ruiter raakt. Ook beschermt de cap het hoofd van de ruiter als bij het springen de springbalk op het hoofd valt.
De cap heeft een kinband zodat deze goed op het hoofd blijft zitten, en de meeste caps hebben aan de achterzijde een draai-klik-systeem waarmee de binnenband kan worden afgesteld, zodat deze goed op het hoofd past.
In Nederland is het dragen van een helm bij KNHS-wedstrijden sinds 2013 verplicht.